# Caiophora contorta
Espèce
Caiophora contorta est une espèce de la famille des Loasaceae. Son aire de répartition indigène s'étend de l'Équateur au Pérou, il pousse principalement dans le biome du désert ou des zones arbustives sèches.

## Description
Caiophora contorta est un sous-arbrisseau grimpant à feuilles caduques. Les feuilles sont simples et opposées. Elles sont lancéolées à bord pinnatipartite.
De juillet à septembre Caiophora contorta présente des fleurs à cinq pétales.

## Systématique
Le nom correct complet (avec auteur) de ce taxon est Caiophora contorta (Desr.) C.Presl.
L'espèce a été initialement classée dans le genre Loasa sous le basionyme Loasa contorta Desr..
Caiophora contorta a pour synonymes :
- Blumenbachia contorta (Desr.) Benth. & Hook.fil. ex Hieron.
- Blumenbachia contorta (Desr.) Hook.fil.
- Blumenbachia grandiflora G.Don
- Caiophora aequatoriana Urb. & Gilg
- Caiophora contorta (Desr.) Urb. & Gilg
- Caiophora grandiflora Weigend & Mark.Ackermann
- Cajophora aequatoriana Urb. & Gilg
- Cajophora contorta (Desr. ex Lam.) C.Presl
- Loasa contorta Desr.
- Loasa contorta Desr. ex Lam.
- Loasa physopetala Ruiz & Pav.